# Santísima Trinidad (1769)
Santísima Trinidad («Сантисіма Тринідад»), повна назва Nuestra Señora de la Santísima Trinidad (з ісп. — «Найсвятіша Трійця») — іспанський військовий корабель, що на час спуску на воду був найбільшим вітрильним лінійним кораблем І рангу. Належав до військово-морських сил Королівства Іспанія (Armada Española).

## Конструкція

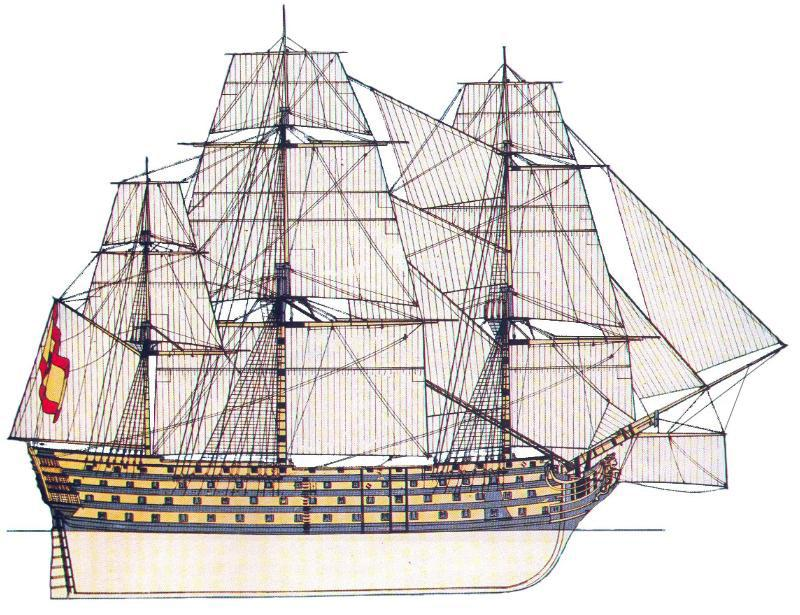
Чотирьохпалубний 140-гарматний лінкор після перебудови

Був збудований ірландським корабелом Метью Мулланом на державній корабельні Astillero Real Гавани як трипалубний 120-гарматний лінійний корабель. Збудований з кубинського червоного дерева, щогли і реї з мексиканської сосни. Товщина бортів сягала 60 см. Був спущений на воду 3 березня 1769. При перебудові у 1795 його кватердек було поєднано з баком, утворивши четверту гарматну палубу, такім чином, він став першим у світі чотирипалубним 140-гарматним лінійним кораблем І рангу. З іншого боку, на цій палубі було встановлено гармати малого калібру (8-фунтові), що не могли надто вплинути на хід бою, так що, доволі швидко, кількість гармат впала до 130. Відзначався не найкращими морехідними властивостями з малою швидкістю, поганою маневреністю, за що отримав назву El Ponderoso («Задумливий»).

## Історія
Переведений 1770 до Іспанії. З початком війни за незалежність США був направлений до Ла-Маншу для демонстрації сили Іспанії (1775). У липні 1779 Іспанія оголосила війну Великій Британії. Корабель взяв участь у блокуванні Гібралтару, Ла-Маншу (1779), захопленні 55 англійських кораблів (1780), штурмі Гібралтару (1782). З 14 лютого 1797 ніс прапор адмірала Хосе де Кордова у битві при мисі Сент-Вінсент, де був атакований англійськими лінкорами «Captain», «Culloden», «Excellent», «Orion». Він втратив всі щогли, зазнав значних пошкоджень. На кораблі спустили прапор, але англійці цим не скористались. Його врятували прислані на допомогу два іспанські лінкори «Principe de Asturias» і «Infante Don Pelayo», у супроводі яких він вийшов з бою. При відході до Кадісу у супроводі фрегату його двічі атакували англійські фрегати. Але вони не могли завдати йому шкоди, чи взяти на абордаж.
21 жовтня 1805 був найбільшим кораблем-учасником Трафальгарської битви. Був атакований англійськими лінкорами «Victory», «Temeraire», «Neptune», «Leviathan», «Conqueror», «Africa». Після втрати усіх щогл вийшов з битви. Загинуло 205 моряків, 108 було поранено. Піддався лінкору «Prince», який вів його на буксирі до Гібралтару. Під час шторму 23 жовтня затонув.
У ХХ ст. у порті Малага встановили реконструкцію лінкора «Santísima Trinidad», згодом переведену до Аліканте. Відкритий для відвідування як музей і ресторан.

## Галерея

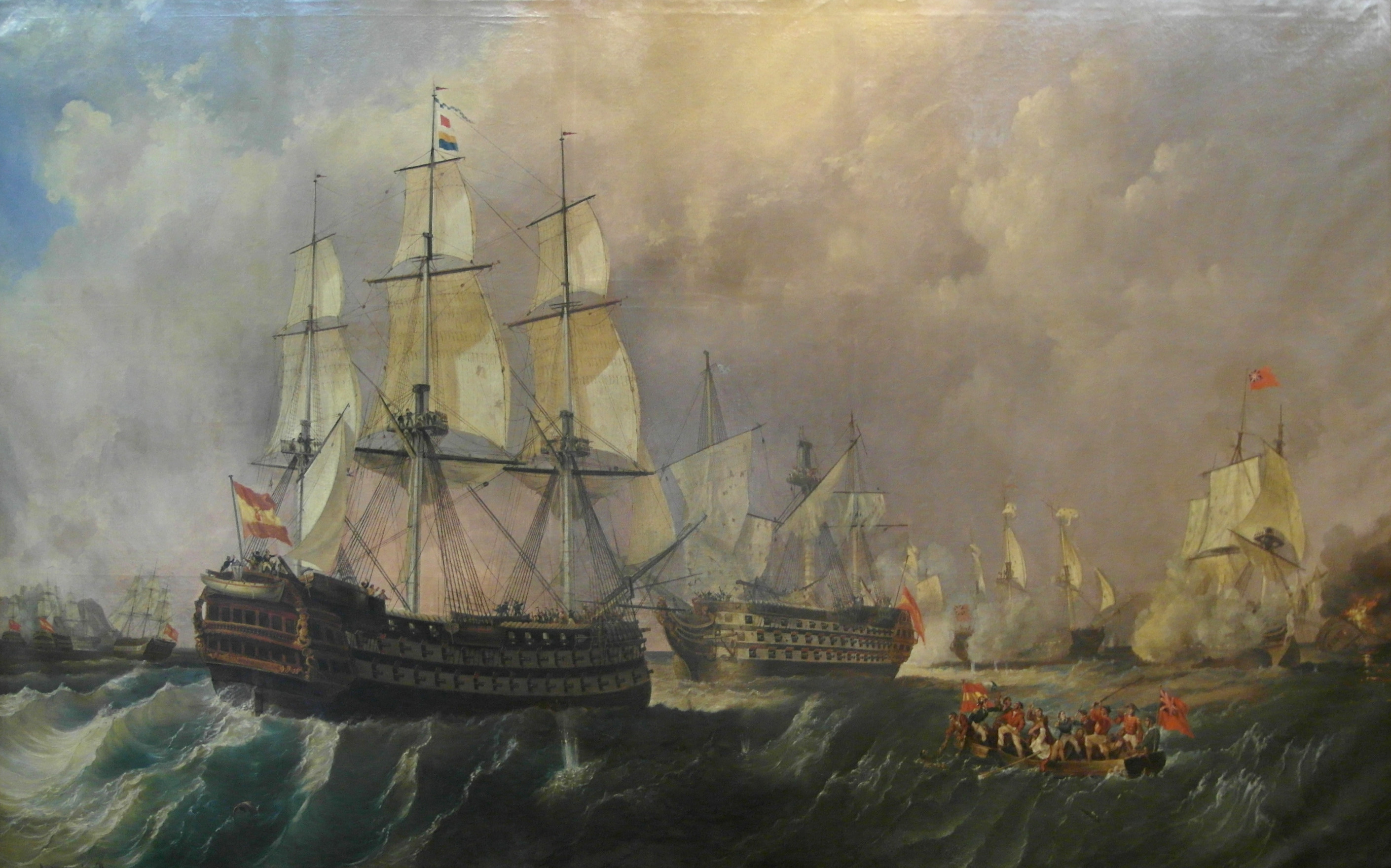
"Infante don Pelayo" приходить на допомогу "Santisima Trinidad". Худ. А. де Бругада Віла
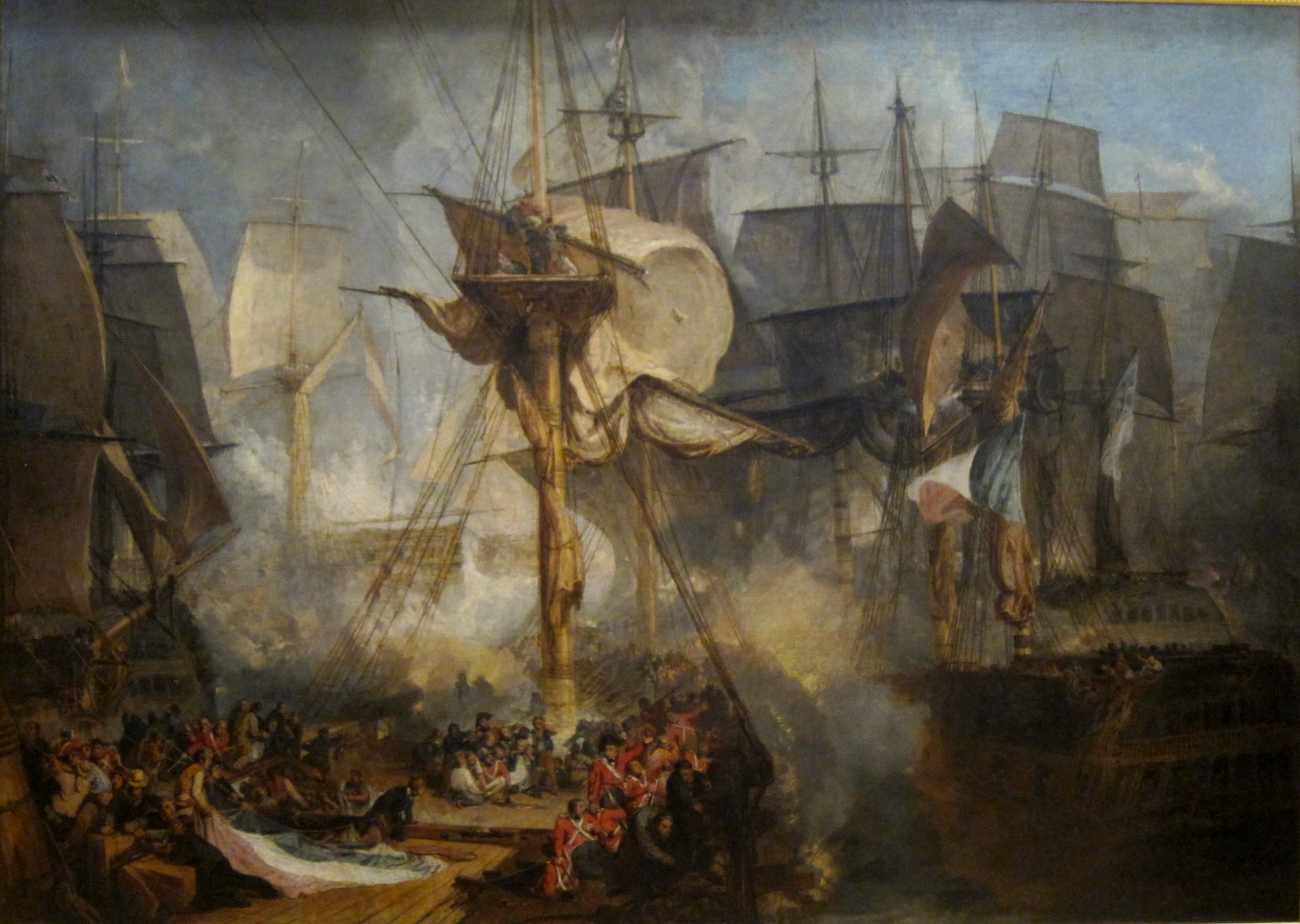
Капітуляція "Santisima Trinidad" при Трафальгарі. Худ. Тернер
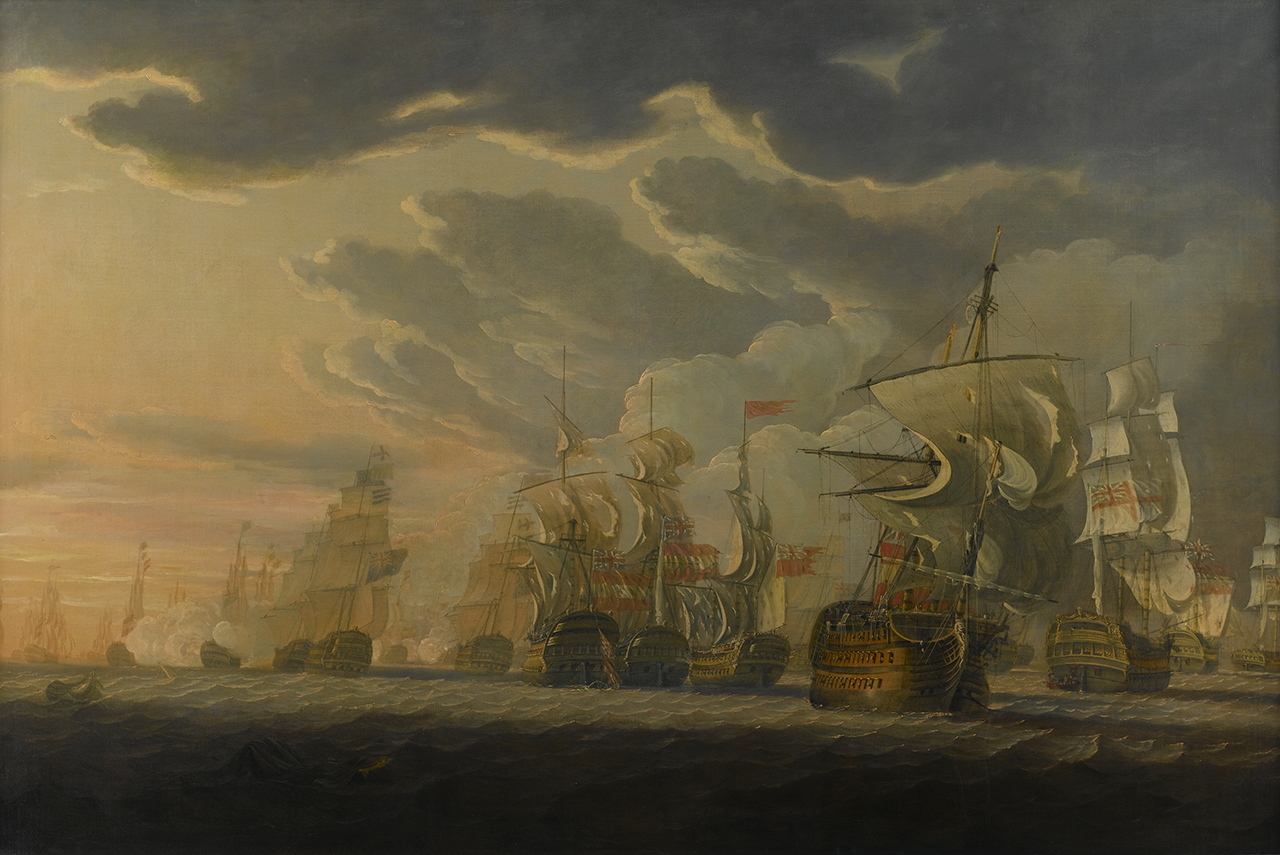
"Santísima Trinidad" у битві біля мису Сент-Вінсент. Худ. Р. Клівлі
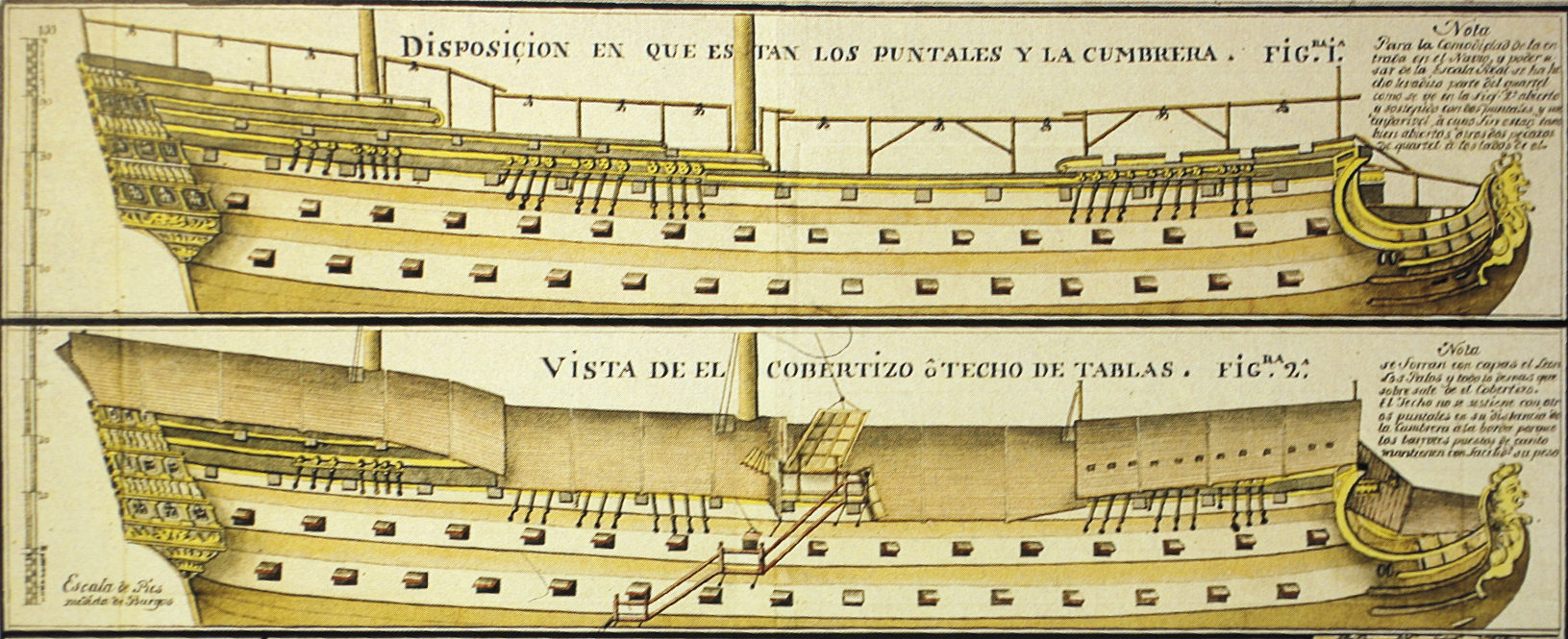
Корпус лінкору після перебудови
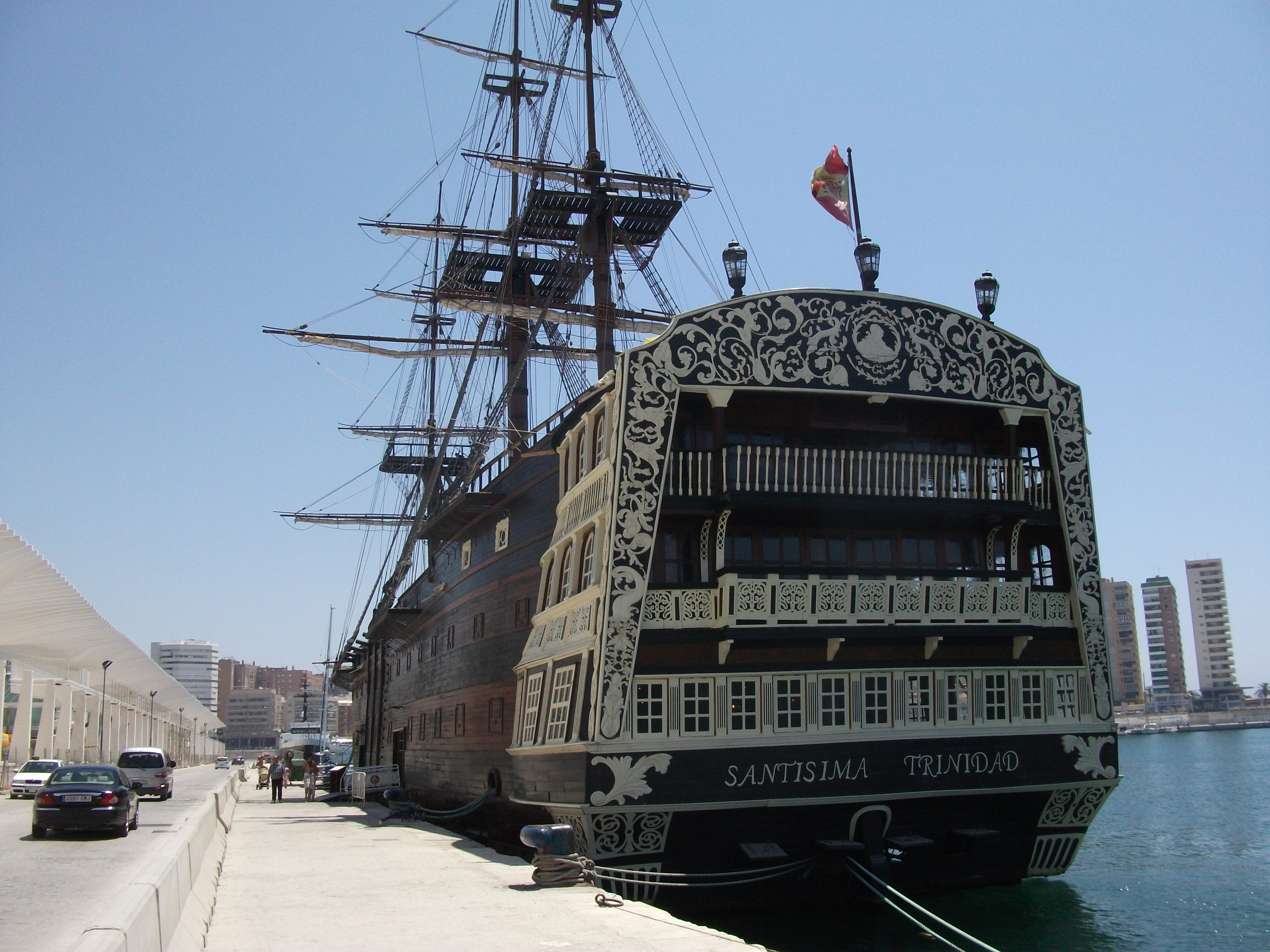
Реконструкція корабля у Малазі